# Rieppeleon brachyurus
Espèce
Synonymes
- Rhampholeon brachyurus Günther, 1893
- Chamaeleon brachyurus (Günther, 1893)
- Brookesia ionidesi Loveridge, 1951

Statut de conservation UICN

 LC  : Préoccupation mineure
Rieppeleon brachyurus est une espèce de sauriens de la famille des Chamaeleonidae.

## Répartition
Cette espèce se rencontre dans le sud-est de la Tanzanie, au Mozambique et au Malawi.

## Publication originale
- Günther, 1893 "1892" : Report on a collection of reptiles and batrachians transmitted by Mr. H. H. Johnston, C. B., from Nyassaland. Proceedings of the Biological Society of London, vol. 1892, p. 555-558 (texte intégral).